# استقبال از خطر
استقبال از خطر (انگلیسی: Welcome Danger) یک فیلم کمدی پیشا-کد آمریکایی است که در سال ۱۹۲۹ منتشر شد.

## بازیگران
- هارولد لوید
- باربارا کنت
- نوآ یانگ
- چارلز میدلتون
- ادگار کندی
- داگلاس هیگ
- بلو واشینگتن